# Chariez
Chariez é uma comuna francesa na região administrativa de Borgonha-Franco-Condado, no departamento de Alto Sona. Estende-se por uma área de 7,66 km². Em 2010 a comuna tinha 209 habitantes (densidade: 27,3 hab./km²).